# Matthew Langridge
Matthew Langridge est un rameur britannique, né le 20 mai 1983 à Northwich.

## Palmarès

### Jeux olympiques
- Jeux olympiques d'été de 2008 à Pékin,  Chine
  -  Médaille d'argent en huit barré
- Jeux olympiques d'été de 2012 à Londres,  Royaume-Uni
  -  Médaille de bronze en huit barré

### Championnats du monde d'aviron
- 2007 à Munich,  Allemagne
  -  Médaille de bronze en deux de pointe
- 2009 à Poznań,  Pologne
  -  Médaille d'or en quatre de pointe
- 2011 à Bled,  Slovénie
  -  Médaille d'or en quatre de pointe